# Widewater (Alberta)
Widewater est un hameau (hamlet) de Lesser Slave River No 124, situé dans la province canadienne d'Alberta.

## Démographie
En tant que localité désignée dans le recensement de 2011, Widewater a une population de 351 habitants dans 115 de ses 128 logements, soit une variation de 119.4% par rapport à la population de 2006. Avec une superficie de 2,094 3 km2, le hameau possède une densité de population de 167,597 8 hab/km2 en 2011.
Concernant le recensement de 2006, Widewater abritait 160 habitants dans 57 de ses 62 logements. Avec une superficie de 2,094 3 km2, le hameau possédait une densité de population de 76,4 hab/km2 en 2006.